# ديويرتي بلوك
ديوير سارة (ديويرتي) بلوك (8 أغسطس 1957 - 2 مارس 2025)، هي مُذيعة ومقدمة برامج تلفزيونية وممثلة هولندية.

## روابط خارجية
ديويرتي بلوك على موقع IMDb (الإنجليزية)
- ديويرتي بلوك على موقع ميوزك برينز (الإنجليزية)
- ديويرتي بلوك على موقع قاعدة بيانات الفيلم (الإنجليزية)